# Абдиев, Гайрат Эргашевич
Гайрат Эргашевич Абдиев (узб. Gʻayrat Ergashevich Abdiev; 24 мая 1983 года, Ургутский район, Самаркандская область, Узбекская ССР, СССР) — узбекский государственный деятель и учитель истории. Член Либерально-демократической партии Узбекистана.

## Биография
Родился 24 мая 1983 года в Самаркандской области. В 2004 году окончил Самаркандский государственный университет, по специальности преподаватель истории.
С 2004 года фермер фермы «Гиждуван» Ургутского района. С 2005 по 2006 год учитель истории средней школы № 2 Ургутского района. С 2006 по 2009 год учитель истории средней школы № 75 города Самарканд. С 2009 по 2011 год — учитель истории средней школы № 38 города Карши.
С 2011 по 2015 год — учитель истории, заместитель директора по духовно-просветительским вопросам средней школы № 49 города Самарканд. С 2015 по 2017 год — директор средней школы № 41 города Самарканд.
В 2017—2018 — заместитель начальника, начальник отдела нравственного воспитания и внешкольного воспитания Самаркандской области.
С 2018 года — начальник Ургутского райотдела образования. С января 2020 года является депутатом Законодательной палаты Олий Мажилиса Республики Узбекистан 4 созыва от Ургутского избирательного округа № 70 Самаркандской области. Член Комитета Законодательной палаты Олий Мажлиса Республики Узбекистан по вопросам охраны здоровья граждан. Член Либерально-демократической партии Узбекистана.